# Puente de la Barqueta
El puente de la Barqueta se encuentra en Sevilla (Andalucía, España) y cruza el río Guadalquivir. Es uno de los principales accesos a la zona norte de Isla de la Cartuja, y se encuentra próximo al Parque Científico y Tecnológico y al parque temático Isla Mágica. Comunica la Cartuja con la Resolana y con el centro histórico a la altura del monasterio de San Clemente.

## Historia
Fue diseñado como un puente en arco por Juan José Arenas de Pablo y  Marcos Jesús Pantaleón Prieto, ambos Ingenieros de Caminos, Canales y Puertos. Fue construido entre 1989 y 1992 para permitir el acceso al recinto de la Exposición Universal de 1992. Su construcción fue financiada por la empresa Mapfre, que bautizaría con su nombre al puente, aunque desde el principio se le vino denominando Puente de la Barqueta incluso en publicaciones municipales.
Su construcción se realizó en tierra para posteriormente girarlo con la ayuda de barcazas hasta su definitivo emplazamiento.
Se construyó como un puente peatonal para pasar del centro histórico a la Cartuja, pero con el plan de adaptarlo al tráfico una vez fuese transcurrida la Exposición Universal.

## Características
Se compone de un arco de acero de 214 m. cuyos extremos forman un pórtico triangular en cada lado, atirantado para soportar el tablero que tiene una longitud de 168 m. cuyo únicos apoyos son cuatro soportes verticales a una distancia de 30 m. sobre las orillas del río sin más apoyos intermedios y con un ancho de 21,40 m. 
Los pórticos triangulares reciben la fuerza axial del arco, sirviendo visualmente como "puerta" de entrada a la Expo 92, al parque temático y al parque tecnológico.